# Mapania ivorensis
Mapania ivorensis là loài thực vật có hoa trong họ Cói. Loài này được (J.Raynal) J.Raynal mô tả khoa học đầu tiên năm 1968.